# Muzica tradițională indoneziană
Cuvântul Gamelan definește orchestrele tradiționale din Indonezia. Aproape toate insulele din marele arhipelag Indonezian au propriul lor tip de Gamelan dar totuși cele mai cunoscute astfel de ansambluri sunt cele care provin din Java si Bali.
Orchestrele Gamelan sunt de foarte multe tipuri în funcție de zona/insula din care provin. În general cea mai mare parte a instrumentelor din componența lor sunt instrumente de percuție precum cele asemănătoare xilofonului/marimbafonului sau vibrafonului. Acestea poarta nume diverse precum "gangsa", "gender", "rindik", "saron" etc. Alte instrumente numeroase în componența orchestrelor gamelan sunt metalofoanele de tipul gongurilor cu mamelon. Fiecare orchestră are în componență numeroase astfel de gonguri de diferite dimensiuni - de la foarte mic la foarte mare - așezate ori orizontal ori atârnate, în funcție de sunetul dorit. De asemenea în ansamblurile gamelan se mai găsesc tobele numite "kendang", flaute de bambus numite "suling" dar și instrumentul cu 2 coarde numit "rebab". Uneori în componența acestor orchestre se găsesc și cântăreți dar și alte tipuri de instrumente de suflat asemănătoare oboiului precum puik-puik din Sulawesi sau preret din vestul insulei Bali.
Materialul folosit la realizarea instrumentelor poate fi bronzul, fierul, bambusul sau alte tipuri de lemn. Astfel, bronzul este cel mai întâlnit dar și cel mai costisitor material de construcție al diferitelor gonguri si metalofoane asemanătoare xilofonului. În unele locuri, pentru construcția lor se folosește și fierul. Bambusul și alte lemnuri se folosesc în construcția flautelor și al unor anumite tipuri de "xilofoane". 
Indonezienii poartă un mare respect pentru orchestrele gamelan. Ei consideră că instrumentele din aceste ansambluri sunt sacre și că fiecare posedă un spirit al lor. Acest spirit este permanent conectat cu divinitatea și de aceea nu este permis să se pășească pe deasupra unui instrument pentru că această conexiune ar fi astfel întreruptă. În momentul în care este construită o astfel de orchestră, dar și frecvent, pe durata folosirii, au loc ritualuri de purificare ale instrumentelor. În unele locuri instrumentele nu pot fi atinse decât de persoane purificate prin ritual. În Java cel mai important instrument din gamelan este gong ageng. Muzicienii din Java cred ca gong ageng este principalul spirit al întregului gamelan.
Aranjamentul instrumentelor în cadrul orchestrelor gamelan diferă de la insulă la insulă. 
Toate instrumentele sunt acordate pe baza unor principii bine stabilite. Deși modurile de bază ale acordajelor din Indonezia sunt pentatoniile slendro și pelog, sonoritățile ansamblurilor gamelan diferă în funcție de zona din care provin.

### AnsamblurileGamelanînBali
Muzica orchestrelor gamelan din Bali se remarcă în primul rând datorită tempourilor rapide și a tehnicilor instrumentale speciale pe care muzicienii le folosesc. Sonoritățile orchestrelor balineze pot fi calme, dulci dar și puternice sau chiar explozive. Deși principiile de bază sunt aceleași ca și în muzica de gamelan din Java, evoluția în paralel a acestor două insule pe parcursul ultimelor secole a făcut ca în ziua de astăzi să avem foarte mari diferențe între muzicile de 'gamelan' din Bali și cele din Java. Una dintre caracteristicile muzicii din Bali este schimbarea bruscă a tempoului și dinamicii dar și sonoritățile puternice și explozive și rapiditatea muzicii, în general.
Orchestrele gamelan sunt folosite în Bali în primul rând în cadrul numeroaselor ceremonii religioase ce au loc la templele de pe insulă si în cadrul evenimentelor mondene. Rolul orchestrelor este de a asigura fondul muzical pe parcursul ceremoniilor și de a acompania diferitele dansuri tradiționale balineze.
În insula Bali se găsesc mai multe tipuri de orchestre gamelan.
Gamelan Gong Kebyar este un ansamblu foarte popular în zilele noastre. Fiind o creație recentă a secolului XX, a fost dezvoltat datorită necesităților create de apariția noului stil muzical kebyar ce s-a remarcat prima oară în nordul insulei Bali, cu precădere în zona Buleleng. Acest stil este caracterizat de sonoritățile explozive ("kebyar" înseamnă fulger/explozie în Bali) cu care începe și se termină o piesă compusă în acest stil. Totodată în cadrul acestui stil se remarcă și vitezele extraordinare cu care sunt cântate anumite pasaje, realizate cu ajutorul tehnicilor kotekan (ritmuri interconectabile) împinse până la extrem. Acest tip de gamelan folosește un acordaj pe baza modului pentatonic numit "pelog". Orchestra poate fi folosită atât în cadrul ceremoniilor de templu dar și în cadrul activităților mondene. În cadrul ansamblului se găsesc foarte multe instrumente, pentru o astfel de orchestră fiind nevoie de 30 pana la 50 de muzicieni. Există câteva dansuri balineze care au fost create odata cu apariția acestui tip de gamelan. Câteva dintre acestea sunt Tari Kebyar Duduk, Tari Oleg Tambulilingan, 'Tari Kebyar Terompong, Tari Cendrawasih, Tari Teruna Jaya etc.
Gamelan Semar Pegulingan este unul dintre tipurile antice de gamelan. La prima vedere nu pare diferit de celelalte tipuri de orchestre din Bali însă diferența constă în primul rând în ceea ce privește acordajul. Acest tip de ansamblu este acordat folosind modul pelog saih 7 ceea ce conferă muzicienilor săi posibilitatea să abordeze un larg spectru repertorial. În principiu este folosit pentru a acompania anticele dansuri din drama Gambuh dar poate fi folosit pentru multe alte dansuri datorită acordajului permisiv. Caracteristice îi sunt sonoritățile extraordinar de fine și dulci datorate în parte acordajului, în parte tehnicii instrumentale. Totodată acest tip de gamelan încorporează un instrument numit terompong și care are rol solistic în cadrul ansamblului. Acesta este alcătuit dintr-un lung șir de gonguri dispuse orizontal. Ansamblul mai încorporează și instrumentul cu coarde numit rebab dar și câteva flaute din bambus suling.
Gamelan Gambuh - unul dintre cele mai antice tipuri de orchestră existente încă în Bali, acest tip de gamelan este alcătuit în mare parte din numeroase flaute de bambus de dimensiuni enorme (aproximativ 1 metru lungime), mai multe gonguri atârnate, alte gonguri dispuse orizontal și două tobe (kendang). Este folosit pentru a acompania teatrul gambuh, un tip de artă antică și care reprezintă sursa de inspirație de bază pentru multe dintre dansurile și muzica insulei Bali. Acțiunea acestei drame se petrece în estul insulei Java, la sfârșitul ultimului imperiu Hindu-Javanez, Majapahit.
Gamelan Pelegongan - după cum îi spune și numele este folosit în principal pentru a acompania dansul legong, anticul dans de curte dedicat regilor imperiilor hinduse din Indonezia antică. Este foarte asemănător cu ansamblul Semar Pegulingan, una dintre diferențele majore constând în faptul că instrumentul terompong este înlocuit cu patru instrumente metalofone de tipul xilofoanelor. De asemenea câteva alte instrumente din Semar Pegulingan sunt aici înlocuite iar cele două tobe kendang sunt puțin mai mici.
Gamelan Angklung - este folosit în special pentru ceremoniile religioase de incinerare, căsătorie și pilire a dinților. Este unul dintre cele mai restrânse tipuri de orchestră din Bali fiind compus din 6 sau mai multe metalofonice de tipul xilofonului care au doar 4 taste, 1 gong mare atârnat și 4 mici dispuse orizontal (reong), 1 gong mic folosit pentru a bate ritmul dar și două tobe mici. Instrumentele sunt construite de așa natură încât pot fi cărate în timp ce la ele se cântă, astfel acest ansamblu dispune de o mobilitate foarte mare. Tipul de acordaj folosit este specific ansamblului gamelan angklung fiind folosit modul pentatonic slendro format însă doar din patru sunete, ultimul sunet fiind omis.
Gamelan Pejogedan sau Gamelan Joged Bumbung - acesta este unul dintre cele mai populare și mai accesibile tipuri de orchestră din Bali, dat fiind faptul că este foarte facil de construit dar și datorită repertoriului abordat. Instrumentele sale sunt realizate aproape în întregime din bambus, un material care nu implică niște costuri ridicate în Indonezia. Ansamblul este alcătuit din numeroase xilofoane de mărimi diferite cu tuburi de bambus, două tobe kendang de dimensiuni mari, alte instrumente de bambus ce au rolul de a bate ritmul, unul sau două flaute de bambus și un gong specific numit gong pulu. Acest "gong" arată de fapt ca un xilofon cu doar 2 taste imense din fier amplasate deasupra unei cutii de rezonanță din lemn. Specificul ansamblului Gamelan Joged Bumbung constă în faptul că este folosit pentru a acompania dansul Joged Bumbung în care o tânără dansatoare din sat invită rând pe rând bărbații dornici să danseze cu ea. Uneori caracterul dansului poate fi unul de flirt dar foarte adesea este extrem de amuzant, de aici și popularitatea de care se bucură un asemenea eveniment în satele din Bali. Pentru acordajul instrumentelor este folosit modul pentatonic slendro.
Gamelan Jegog este un alt tip de ansamblu al căror instrumente sunt realizate din bambus. De această dată absolut toate instrumentele sunt construite cu ajutorul tuburilor de bambus și nu există nici o altă tobă sau gong în cadrul acestor orchestre. Dimensiunile diferitelor instrumente asemănătoare xilofoanelor sunt de la medii - 1 metru înălțime și 1 metru lățime, cu tuburi de până la 1 metru lungime - până la instrumente ale căror tuburi de bambus depăsesc 3 metri în lungime. Pentru a se putea cânta muzicienii sunt efectiv cățărați pe aceste imense instrumente. Din formație mai fac parte și unul sau mai multe flaute de bambus. În general repertoriul acestui ansamblu este alcătuit din piese instrumentale care nu sunt destinate pentru acompanirea dansurilor. De asemenea acordajul acestui ansamblu este specific, nemaifiind întâlnit la alte orchestre.
Mai există pe insula Bali și alte tipuri de ansambluri gamelan precum gender wayang, un ansamblu format doar din 4 metalofonice de genul vibrafonului și care este utilizat în principal pentru a acompania teatrul wayang kulit dar este folosit și în cadrul ceremoniilor religioase de pilire de dinți, căsătorie și incinerare. 
beleganjur este un alt ansamblu în care nu se găsesc deloc metalofonice de tipul xilofoanelor ci mare parte a instrumentelor sunt gonguri atârnate sau dispuse orizontal, două tobe kendang și 4 pana la 8 perechi de talgere specifice insulei Bali, numite ceng-ceng. Acest ansamblu care este un urmaș al orchestrei gamelan bebonangan reprezintă fanfara insulei Bali, folosită în trecut în războaie, pentru a înfricoșa inamicul datorită sonorităților puternice și ritmurilor ostinatto. Ca și gamelan angklung, acest ansamblu dispune de o mobilitate extraordinară dat fiind faptul că fiecare instrument (gong de dimensiuni mici, toba, talgere) este atribuit unei singure persoane așa încât muzicianul poate chiar și alerga în timp ce cântă. Această mobilitate ieșită din comun reprezintă unul dintre motivele pentru care astăzi au loc festivaluri anuale destinate acestor orchestre, în cadrul cărora muzicieni din numeroase orașe balineze concurează prezentându-și diferitele compoziții care incorporează în același timp coregrafii incredibile, adevărate desfășurări de forțe aclamate cu mult entuziasm de publicul balinez.
gamelan selonding este unul dintre cele mai sacre și antice tipuri de orchestre din Bali. Este un ansamblu restrâns al cărui instrumente sunt alcătuite exclusiv din taste de fier amplasate deasupra unor cutii de rezonanță. Acest ansamblu nu încorporează tobe sau flaute și este folosit în mod special pentru ceremoniile religioase de la templu.

### AnsamblurileGamelanînJava
Ca și în Bali, orchestrele gamelan din insula Java sunt alcătuite în mare parte tot din instrumente de percuție precum cele asemănătoare xilofonului, gonguri atârnate și dispuse orizontal, tobe dar și din flaute de bambus și instrumentul cu 2 coarde asemănător viorii, rebab. 
La o primă vedere diferența majoră între muzica de gamelan din Java și cea din Bali este constituită de sonoritățile calme, adânc meditative pe care aceste tipuri de orchestre javaneze le redau. 
Și în Java, unul dintre principalele roluri ale orchestrelor gamelan este acela de a acompania diferitele dansuri care au loc la curtile regale.